# پرس گرم

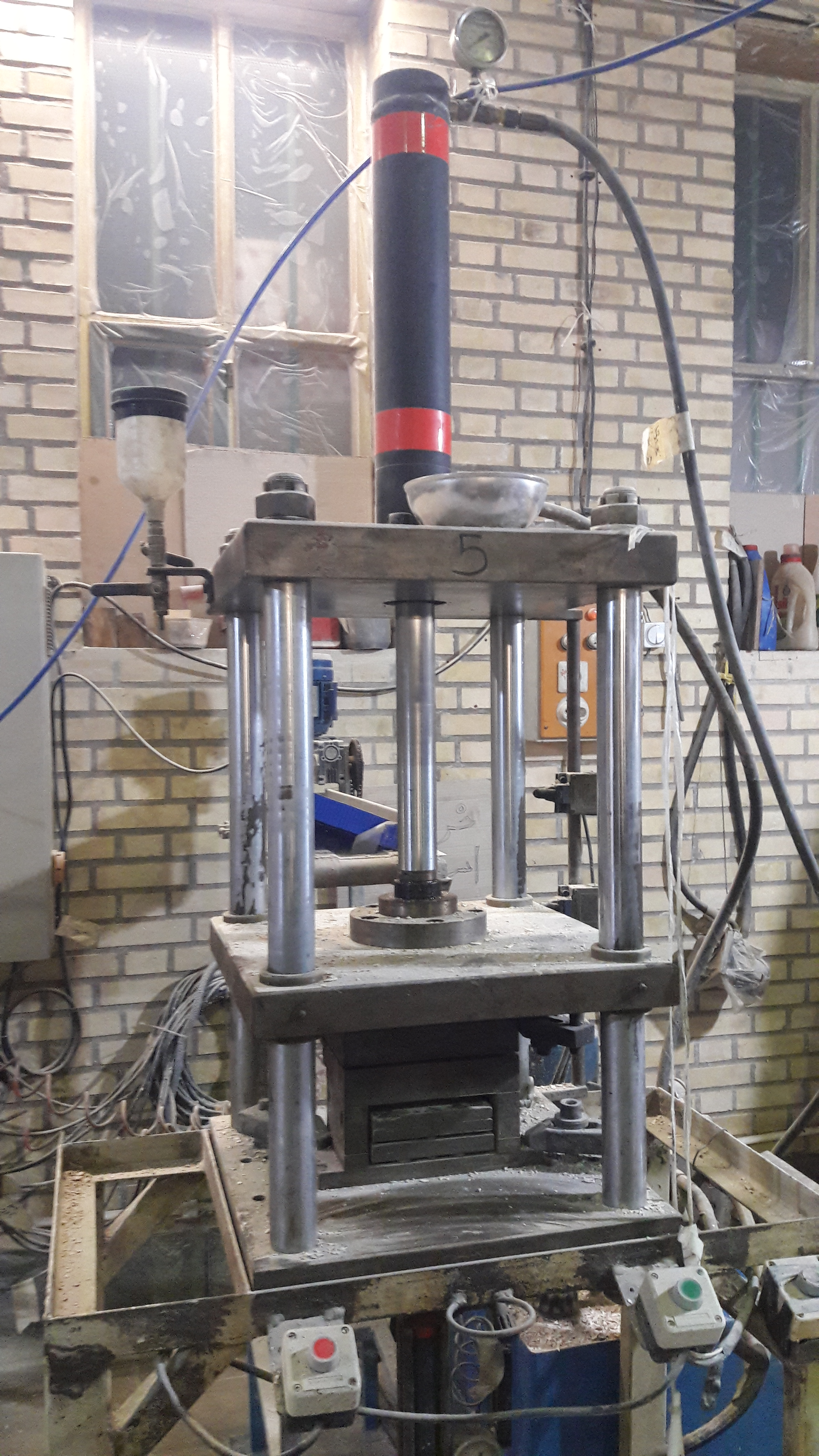

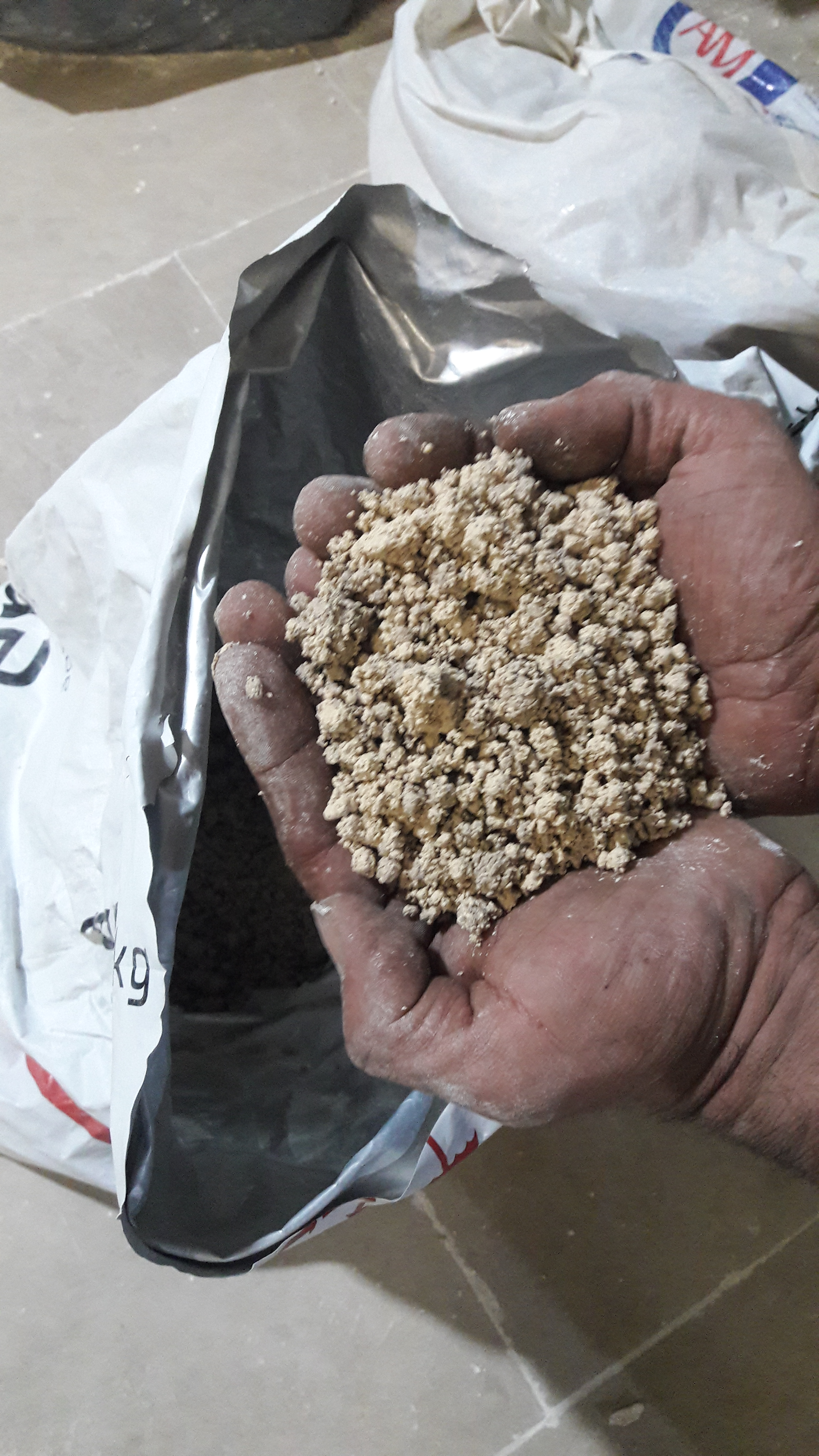

پرس گرم (به انگلیسی: Hot pressing) یک روش شکل دهی و فشرده سازی فشار بالا در متالورژی پودر است. این روش در دماهایی انحام می‌شود که برای ایجاد تف‌جوشی یا خزش کافی باشد.
یکی دیگر از روشهایی که به این روش خیلی نزدیک است و در متالورژی پودر و همچنین شکل دهی سرامیکها کاربرد دارد روش پرس ایزواستاتیک گرم می‌باشد.
محصولاتی که با این روش تولید می‌شوند دارای خواص فیزیکی و مخصوصاً خواص مکانیکی بسیار خوبی هستند. این روش برای کاهش تخلخل فلزات و افزایش چگالی بسیاری از سرامیک‌ها به کار می‌رود.

## پرس گرم چیست؟
پرس گرم برای تولید کامپوزیت‌های فلزی و سرامیکی ساده استفاده می‌شود. آنها امکان ساخت صفحات و هندسه‌هایی مختلف با دانسیته بالا را فراهم می‌کنند. برای به دست آوردن صفحات، می‌توان از یک پودر خوب و همگن استفاده کرد. دما باید برای آلومینیوم حدود ۵۰۰ درجه سانتیگراد، برای مواد تیتانیوم حدود ۸۰۰ درجه سانتیگراد و حدود ۱۲۰۰ درجه سانتیگراد برای ماتریس‌های مبتنی بر سوپر آلیاژ پایه نیکل، می‌باشد. فشار مورد نیاز معمولاً بین ۱۰۰ تا ۲۰۰ مگاپاسکال است. 

## ادامه فرایند پرس گرم
فرایندهای تف‌جوشی ترمومکانیکی، در بر گیرنده آمیزه‌ای از روش‌های گرمایی و مکانیکی هستند که ویژگی‌های ممتازی را به ماده می‌بخشند. از آنجایی که اغلب سرامیک‌ها تغییر شکل مومسان کمی دارند، فرآوری در دمای بالا تا اندازه‌ای می‌تواند آنها را نرم سازد. البته دمای بالا در کنار بهسازی مکانیکی، گاهی به دگرگونی فازی می‌انجامد و برخی از عیب‌های بلوری را در ماده پدیدار می‌سازد. برای دست‌یابی به ترکیب‌های چگال، بایستی دو عامل فشار و دما را کنترل کرد. روش‌های گوناگونی برای فرآوری ترمومکانیکی مواد وجود دارد که فرایندهای پرس گرم و تف‌جوشی پلاسمای جرقه‌ای از آن جمله‌اند.
پرس گرم یک فرایند فشرده‌سازی سنتی است که هم‌زمان با گرمایش ماده در دمای بالا (بالای دمای تبلور مجدد)، فشار نیز وارد می‌شود. پرس گرم با فرایند متالورژی پودر یکسان نیست زیرا در پرس گرم، فشار و گرما هم‌زمان به کار گرفته می‌شوند ولی در متالورژی پودر، کاربرد گرما مستقل از چرخه فشار است. پودر سرامیک درون یک قالب ریخته می‌شود و در فشار ۱۰ تا ۵۰ مگاپاسکال و بازه دمایی ۱۰۰۰ تا ۲۲۰۰ درجه سانتی‌گراد به مدت چند دقیقه تا چند ساعت فشرده می‌گردد تا یک سرامیک چگال به دست آید. بدین روش، ساخت کامپوزیت‌های سرامیکی با ۱۰۰ درصد چگالی نظری شدنی است و چگالی این مواد، اغلب به بیش از ۹۵ درصد چگالی نظری می‌رسد. هم‌افزایی فشار و دمای بالا، چینش دوباره ذرات را در پی دارد، سیلان مومسان را ممکن می‌سازد و با زدودن تخلخل‌ها (با به کارگیری فشار بالا) در خلاء یا اتمسفر خنثی به تف‌جوشی سرامیک می‌انجامد. یکی از دشواری‌های این فرایند، برگزیدن قالبی است که در دما و فشار بالا تاب بیاورد، بی‌آنکه با ماده سرامیکی واکنش‌پذیری داشته باشد. در بیشتر موارد، گرافیت به عنوان ماده قالب به کار برده می‌شود، زیرا از چنین ویژگی‌هایی برخوردار است. نفوذ سطحی، جابجایی تهی‌جای و نفوذ حجمی از سازوکارهای تف‌جوشی به‌شمار می‌آیند.
به دلیل آنکه دی‌بوریدها پیوند اشتراکی قوی و نرخ نفوذ در خود و نفوذ مرزدانه‌ای کمی دارند، برای فشرده‌سازی آنها به دماهای بالا و اعمال فشار بیرونی نیاز است. از آنجایی که هیچ گونه فاز مذابی تشکیل نمی‌شود، فرایند چگال شدن با یک سازوکار کنترل نفوذی به انجام می‌رسد.

## کاربردهای پرس گرم
امروزه و به تازگی تولید چنین اقلام مهمی مانند اهداف اسپری کردن و اجزای سرامیکی با کارایی بالا مانند کاربید بور، دی بورید تیتانیوم و سیلون انجام شده‌است. با استفاده از پودر فلز، این قالب برای هدایت گرم کردن سریع قطعه در کار ایده‌آل است. قالب‌های با قطر بزرگ و نسبتاً کوچک می‌تواند به سرعت گرم شدن را به بار آورد. این فرایند به ویژه در کاربردهای با گرمایش بالا مناسب می‌باشد. این امر در مورد موادی است که می‌تواند به‌طور خلاصه در دمای بالا نگه داشته شود یا برای فرایندهایی که نیاز به سرعت گرمایش سریع برای بهره‌وری بالا دارند، مناسب می‌باشد.
با تکنولوژی مستقیم پرس گرم، مواد را می‌توان با یک تراکم نهایی به یکدیگر متصل کرد. دقت در پرس گرم به شکل خالص بسیار بالاست و اغلب مکانیسم‌های بازسازی مواد که برای فرایند مشکل ساز است را حذف می‌کند.
در صنایع اصطکاک مواد، فشار مستقیم نقش مهمی در تولید لنت‌های ترمز و کوپلینگ‌های متالورژیکی ایفا می‌کند. پدهای ترمز پلاستیکی به‌طور فزاینده ای در قطارهای سریع‌السیر، موتور سیکلت، دوچرخه‌های کوهستانی و برنامه‌های کاربردی صنعتی استفاده می‌شوند. دیسک‌های کلاچ پیچیده عمدتاً برای کامیون‌های سنگین، کشتی‌ها، تراکتور و سایر ماشین آلات کشاورزی استفاده می‌شود.
در امکانات تحقیقاتی مانند دانشگاه‌ها و مؤسسات از این فرایند کوتاه مدت استفاده می‌کنند تا روند تحقیق را سرعت بخشند. اخیراً پرس گرم در توسعه کارهایی مانند غرقاب کننده‌های فلزی، الماس و کامپوزیت استفاده می‌شود.

## تجهیزات فرایند پرس ایزواستاتیک گرم
تجهیزات به کار رفته در این فرایند باید بتوانند دمای بالا و فشار زیادی را برای مدت زمان معلومی تحمل کنند، امروزه بیشتر تجهیزات به کار رفته در این فرایند شامل دیوار سرد، کوره خلأ است. اختلاف فشار با محیط توسط دیواره سر تحمل می‌شود و به همین خاطر باید از آلیاژهای مستحکم ساخته شود، دمای موردنیاز توسط کوره الکتریکی ایجاد می‌شود. داخل کوره خلأ که فشار آن تا ۱۰ مرتبه کمتر از فشار هوا محیط است فقط تنها عامل انتقال حرارت تابش است، در محفظه فشار چگالی گازهایی که برای ایجاد فشار به کار می‌رود به قدری زیاد می‌شود که ممکن است چگالی آن از آب بیشتر شود، در این ناحیه تفاوت چگالی و ویسکوزیته پایین گاز باعث می‌شود تا احتمال به وجود آمدن مکانیزم جابجایی برای انتقال حرارت بسیار زیاد شود. کنترل این مکانیزم بسیار حیاتی است، برای این کار از یک دیواره عایق نازک استفاده می‌کنند، نازک بودن این عایق به این خاطر است که محفظه تحت فشار بیش از حد کوچک نشود. ضخامت این دیواره بر اساس انتقال حرارتی که مکانیزم جابجایی منجر می‌شود تعیین می‌شود. آلیاژهای به کار رفته در این دیواره عایق و کوره دارای مولیبدن هستند که آستانه گرمایی آن‌ها را افزایش می‌دهد، همچنین در آن‌ها ممکن است از گرافیت، صفحات گرافیتی استفاده شود. در محیط‌هایی که اندکی اکسیژن موجود است از پلاتین هم ممکن است استفاده شود. برای تنظیم دما در این کوره‌ها از ترموکوپلهای پلاتین-رادیم استفاده می‌شود که می‌توانند تا دمای ۱۷۵۰ درجه سانتی گراد را تشخیص دهند. هرچه دمای کاری بالاتر باشد عمر ترموکوپل کمتر شده و دقت دمایی که گزارش می‌کند کاهش می‌یابد. سیستم کوره و کنترل دمای آن حساس‌ترین و مهم‌ترین بخش تجهیزات پرس ایزواستاتیک گرم است. معمولاً محفظه تحت فشار برای امنیت بیشتر ۴ لایه‌ای است تا بتواند فشار بالا را تحمل کند.

## قابلیت تولید قطعه با روش پرس ایزواستاتیک گرم
قطعات تولیدی در این روش طیف گسترده‌ای را شامل می‌شوند، با این روش می‌توان قطعات بزرگی را با دقت فوق‌العاده‌ای تولید کرد مانند قطعات صنایع نفت که گاهی وزنی در حدود ۳۰ تن دارند یا پره‌های توربین با قطرهای ۱ متری، در مقابل قطعات بزرگ این فرایند می‌توان قطعات کوچکی همچون تیغچه‌ها ابزارهای تراشکاری (HSS) یا مته‌های دریل را تولید کند. با این توانایی‌ها این روش در سال‌های اخیر به یکی از روش‌های پرکاربرد در تولید قطعات تبدیل شده‌است.